# Organisateur de mariage
 (novembre 2022).
- Si vous ne connaissez pas le sujet, laissez ce bandeau (vous pouvez alors contacter les auteurs).
- Si vous supprimez le contenu mis en cause (vous pouvez préalablement contacter les auteurs),

argumentez précisément cette suppression dans la page de discussion
(un manque de référence n'est pas un argument ; une recherche réelle de référence doit avoir été effectuée, être formellement documentée).
 (février 2024).
Si vous disposez d'ouvrages ou d'articles de référence ou si vous connaissez des sites web de qualité traitant du thème abordé ici, merci de compléter l'article en donnant les références utiles à sa vérifiabilité et en les liant à la section « Notes et références ».
L'organisateur de mariage, aussi appelé wedding planner, est une personne qui propose un service d'accompagnement (ou coaching) dans l'organisation de mariages. Il possède généralement des compétences dans l’évènementiel, puis s'est spécialisé dans le domaine du mariage.

## Présentation
En France, les première agences ont vu le jour en 2002-2003[source secondaire souhaitée], bien qu'historiquement ce métier existe depuis les XVIe et XVIIe siècles, avec l'apparition des « grands maîtres de cérémonie », plus tard des « maîtres des Menus-Plaisirs » et le plus connu au XVIIIe, Des Entelles. Le bâtiment des Menus-Plaisirs à Versailles existe toujours.
La profession se développe ainsi depuis quelques années en France, avec plus de six-cents à sept-cents agences estimées en 2012[source secondaire souhaitée], mais aussi en Belgique, Suisse, au Luxembourg[source secondaire souhaitée].
On estime que 75 % des mariages aux États-Unis sont organisés par des bridal consultants. En France, ce taux est estimé entre 5 et 10 % des mariages et il est en constante augmentation[source secondaire souhaitée]. 
La profession s'organise généralement autour de petites structures (une à deux personne(s) : auto-entreprise, EURL, SARL, etc.). En effet, le métier tend à se développer comme une profession libérale, l'organisateur de mariage travaillant essentiellement à son compte mais il existe aussi des structures évènementielles de plus grande envergure. On peut également retrouver ces professionnels au sein d'un service « mariage » chez les traiteurs ou les lieux de réception.
Dans le monde, cette profession est développée et reconnue aux États-Unis, en Corée du Sud, en Asie (Chine triangle d'or, Japon), en Angleterre et en Norvège[source secondaire souhaitée].

## Prestations d'un organisateur de mariages

### Avant le mariage
La période qui précède le mariage vise à préparer l'ensemble des éléments du mariage en mode projet. Il s'agit de définir les différents éléments du déroulement de la journée, le planning, les prestataires, la décoration, les animations, etc.
Lors d'un premier rendez-vous, l'organisateur présente son entreprise et prend note des désirs des futurs mariés.
Les rendez-vous suivants sont consacrés à l'organisation concrète du mariage : il cible les besoins, propose des prestataires, et réserve leurs services. Il peut aussi prodiguer des conseils sur le mariage, les vêtements, l'étiquette, et négocier des tarifs.
L'organisateur propose généralement les services suivants :
- Conseils pour la définition du thème du mariage,
- Estimation du budget,
- Recherche des salles, des prestataires,
- Proposition d'un traiteur,
- Aide à la définition de la décoration à l'aide d'un prestataire scénographe ou wedding designer,
- Assistance relative à la cérémonie religieuse et/ou civil,
- Proposition et impression du faire-part,
- Aide au choix des différents prestataires : robe et costume des mariés (voire des demoiselles d'honneur), coiffeuse et maquilleuse pour la mariée, animation musicale (concert ou DJ), photographe, vidéaste, cadeaux pour les invités, location d'une tente, etc.

La qualité d'un organisateur de mariage réside dans son organisation, et il dispose d'un carnet d'adresses de professionnels compétents, avec qui il négocie les tarifs à l'avantage de ses clients. L'organisateur n'impose pas les prestataires : il les propose, mais il doit laisser la possibilité aux mariés de choisir les prestataires qu'ils souhaitent. Toutefois, un organisateur professionnel privilégie les prestataires de qualité et non des rabais miraculeux. L'organisateur de mariage est souvent confronté à des demandes, parfois extravagantes, allant au-delà des obligations initialement prévues.

### Pendant le mariage
Pendant le mariage, l'organisateur s'assure à ce que tout ce qui a été prévu soit appliqué en temps, en heure et en qualité !
Il assure généralement les tâches suivantes :
- Accueil et coordination des prestataires,
- Gestion de la logistique,
- Gestion du temps,
- Accompagnement des invités,
- Gestion des problèmes qui peuvent survenir pendant la journée,
- Gestion du timing de la soirée,
- Respect du budget alloué.

### Après le mariage
Après le mariage, pour une prise en charge totale, l'organisateur peut gérer la remise en état du lieu de réception et l’envoi des cartes de remerciements.

## Évolution du métier

### Organisateurs de mariage à travers le monde
À la suite d'une enquête effectuée en 2012 sur un échantillon de 12 000 futurs ou jeunes mariés, on constate que les organisateurs de mariage sont plus ou moins sollicités selon les pays. En France par exemple, seuls 5 % des futurs mariés font appel à un organisateur de mariage, contre 50 % au Brésil et 25 % aux États-Unis.
D'après un constat fait en 2014 le premier pays à utiliser ce service nettement reconnu est la Corée du Sud.

### Franchise et l'organisation de mariage
L'évolution du métier en France a poussé des agences à développer des réseaux de franchise à l'échelle nationale.

### Salaire d'organisateur de mariage
Selon une enquête menée en 2023, un organisateur de mariage indépendant peut gagner jusqu'à 2200€ par mois en France. Une disparité dépendante des régions dans lequel exerce le professionnel.

### Formations d'organisateur de mariage
En France, deux écoles délivrent une certification d'État avec titre RNCP (Répertoire national des certifications professionnelles) Niveau 5 (Bac +2) "Organisateur de mariages" (publication dans le Journal officiel le 27 décembre 2018).

## Au cinéma
- 2017 : Jour J de Reem Kherici
- 2017 : Le Sens de la fête d'Olivier Nakache et Eric Toledano